# Michel Broué
Michel Broué (28 de outubro de 1946) é um matemático francês, catedrático da Universidade Paris VII, que trabalha com geometria algébrica e teoria da representação.
Em 2012 foi eleito fellow da American Mathematical Society.
Foi palestrante convidado do Congresso Internacional de Matemáticos em Berkeley (1986 - Theorie locale des blocs d´un groupe fini).
Filho do historiador francês Pierre Broué.